# عادل فليفل (عسكري بحريني)
العقيد عادل جاسم فليفل هو عقيد سابق في جهاز أمن الدولة والمخابرات في البحرين. هو متهم بارتكاب أو الإشراف على أعمال التعذيب البدني والنفسي على المواطنين البحرينيين من عقد 1980 حتى عام 1997. سرح من العمل في ديسمبر 2002 بسبب الاحتجاجات والضغوط من منظمات حقوق الإنسان في جميع أنحاء العالم. في مارس 2000 منح الملك حمد بن عيسى بن سلمان آل خليفة فليفل وسام الشيخ عيسى بن سلمان آل خليفة (من الدرجة الثالثة).
لم توجه اتهامات لفليفل بشأن أي جريمة. في المرسوم الملكي 56 لسنة 2002 هو مرسوم أصدره الملك حمد لمنح العفو لضباط الأمن الذين قاموا بانتهاكات حقوق الإنسان والتي تم توثيقها قبل عام 2001 من قبل منظمات حقوق الإنسان الدولية وهيومن رايتس ووتش ومنظمة العفو الدولية. جرت احتجاجات منتظمة في البحرين منذ عام 2002 تطالب بمحاكمة فليفل بتهمة التعذيب.
اتهم فليفل بالتعذيب جنبا إلى جنب مع رئيس جهاز أمن الدولة السابق إيان هندرسون.
في نوفمبر 2002 قدم 8 ضحايا تعذيب في البحرين شكاوى ضد فليفل للنيابة العامة ومع ذلك لم تتخذ حكومة البحرين أي إجراء ضده.

## اتهامات بالاحتيال والاختلاس
تمكن فليفل الفرار من البحرين في 3 مايو 2002 على الرغم من كونه مطلوبا لتورطه في تزوير. هرب إلى بريزبن بأستراليا حيث اشترى ما قيمته 50 مليون دولار أسترالي حي بريزبن التجاري المركزي. قامت منظمة الشرطة الجنائية الدولية بمحاولة القبض عليه بتهمة الاحتيال والاختلاس بناء على طلب من حكومة البحرين في 20 مايو 2002.
قام عمر علي بابطين الرئيس والرئيس التنفيذي للمجموعة الطبية المتحدة الذي يزود ويدير المستشفيات في جميع أنحاء العالم وخالد بن ناصر بن عبد الله المسند رئيس مجموعة اختصاصية في شركة تداول وبناء عالمية بشكل منفرد عن الآخر بتقديم شكوى ضد فليفل في المحكمة العليا في بريزبن بالاعتراض على ملكيته لأملاكه في أستراليا. ادعى الرجلان أن فليفل باع لهما عقارات في الشرق الأوسط بقيمة 59.5 مليون دولار أسترالي ولكن لم يسجل عقود البيع أو ينقل الملكية واستخدم هذه الأموال لشراء العقارات الأسترالية.
عندما أصبح واضحا أن فليفل كان في أستراليا فقد قال اللورد إيريك أفيبري نائب رئيس مجلس إدارة المجموعة البرلمانية لحقوق الإنسان في بريطانيا أنه سيدعو أستراليا لمحاكمة فليفل عن التعذيب المزعوم لنشطاء سياسيين بحرينيين.
بعد قضية الغش والاختلاس المقامة في المحاكم الأسترالية فقد تم تجميد أصول فليفل على الصعيد الدولي ولم يسمح له بمغادرة أستراليا.

## الانتخابات النيابية 2010
ترشح عادل فليفل عن جمعية الصف الإسلامي في الانتخابات النيابية في البحرين لعام 2010 في الدائرة الانتخابية الخامسة في محافظة المحرق.

## حادثة التهديد بالقتل
في 5 ديسمبر قام فليفل بالتغريد عبر تويتر حيث هدد بالقتل ضد ثلاثة نشطاء شاركوا في احتجاجات 2011: محمد المسقطي ونبيل رجب ويوسف المحافظة. أدى هذا الأمر إلى قيام الجامعة الدولية لحقوق الإنسان والمنظمة الدولية لمناهضة التعذيب إلى إصدار بيان مشترك يدعو لحملة هؤلاء النشطاء.